# Burmagomphus intinctus
Burmagomphus intinctus – gatunek ważki z rodziny gadziogłówkowatych (Gomphidae).